# Kanton Agen-Centre
Kanton Agen-Ouest (francouzsky Canton d'Agen-Ouest) je francouzský kanton v departementu Lot-et-Garonne v regionu Akvitánie. Tvoří ho pouze centrum města Agen.